# Skincode
Skincode er en uautoriseret betegnelse for særlige adgangskrav til diskoteker og natklubber baseret på race og hudfarve. Betegnelsen er afledt af udtrykket dresscode, der betegner særlige krav om pæn påklædning, men skincode er i modsætning til påklædningskrav diskriminerende da man ikke må forskelsbehandle ud fra blandt andet hudfarve. 
I Danmark er skincode et udbredt redskab til diskrimination af såkaldte andengenerationsindvandrere med muslimsk baggrund. [kilde mangler]
Direktør for spillestedet Rust på Nørrebro i København, Lars Orlamundt, udtalte i et interview I DR2's Profilen 15. juni 2005, at Rust er et af de eneste steder i landet, der ikke har en skincode.[kilde mangler]